# Siliqua
Siliqua je suvremeni naziv za rimski mali srebrni novac, kovan od 4. stoljeća nadalje.  G. 348.  Konstancije II. zaveo je novi srebrni novac, koji je težio 2.27 g. Silikva se je održala sve do pada Zapadnorimskog carstva (476), a u Bizantskom carstvu produženo je njeno kovanje i poslije Anastazijeve reforme.

## Poveznice
- Pregled novčanih kovova Rimskog Carstva